# Campionati del mondo di duathlon long distance del 2000
I Campionati del mondo di duathlon long distance del 2000 (IV edizione) si sono tenuti a Zofingen in Svizzera..
Tra gli uomini ha vinto lo svizzero Olivier Bernhard, mentre la gara femminile è andata alla svizzera Natascha Badmann.

## Risultati

### Élite uomini
| Pos. | Atleta                | Paese     | Totale   |
| ---- | --------------------- | --------- | -------- |
|      | Olivier Bernhard      | Svizzera  | 06:23:10 |
|      | Daniel Keller         | Svizzera  | 06:26:14 |
|      | Olaf Sabatschus       | Germania  | 06:27:24 |
| 4    | Urs Dellsperger       | Svizzera  | 06:29:14 |
| 5    | Felix Martinez        | Spagna    | 06:30:39 |
| 6    | Philippe Braems       | Belgio    | 06:37:09 |
| 7    | Stefan Riesen         | Svizzera  | 06:44:00 |
| 8    | Juan Carlos Apilluelo | Spagna    | 06:49:39 |
| 9    | Stig Brahe Soerensen  | Danimarca | 06:51:36 |
| 10   | Roger Loser           | Svizzera  | 06:55:40 |

### Élite donne
| Pos. | Atleta             | Paese         | Totale   |
| ---- | ------------------ | ------------- | -------- |
|      | Natascha Badmann   | Svizzera      | 07:17:31 |
|      | Susanne Rufer      | Svizzera      | 07:24:42 |
|      | Karin Thürig       | Svizzera      | 07:30:09 |
| 4    | Erika Csomor       | Ungheria      | 07:41:49 |
| 5    | Ariane Schumacher  | Svizzera      | 07:42:28 |
| 6    | Karyn Ballance     | Nuova Zelanda | 07:43:58 |
| 7    | Maja Jacober       | Svizzera      | 07:46:45 |
| 8    | Minna Maria Pihala | Finlandia     | 08:01:29 |
| 9    | Danelle Ballengee  | Stati Uniti   | 08:01:31 |
| 10   | Silvia Vaupel      | Germania      | 08:01:53 |